# European Community Championships 1993
L'European Community Championship 1993  stato un torneo di tennis giocato sul sintetico indoor. È stata la 12ª edizione dell'European Community Championship, che fa parte della categoria World Series nell'ambito dell'ATP Tour 1993. Il torneo si è giocato ad Anversa in Belgio, dall'8 al 14 novembre 1993.

## Campioni

### Singolare maschile
Pete Sampras ha battuto in finale  Magnus Gustafsson  6–1, 6–4

### Doppio maschile
Grant Connell /  Patrick Galbraith hanno battuto in finale  Wayne Ferreira /  Javier Sánchez con il punteggio di 6–3, 7–6